# Джек Рубі
Джек Леон Рубінштейн (англ. Jack Leon Ruby, у 1947 році змінив ім'я на Джек Леон Рубі; нар. 25 березня 1911, Чикаго, Іллінойс — 3 січня 1967, Даллас, Техас) — американський гангстер, власник нічного клубу в Далласі, вбивця Лі Гарві Освальда, затриманого за підозрою у вбивстві президента США Джона Кеннеді. Вбивство Освальда відбулося у прямому ефірі. Мільйони глядачів телеканалу NBC побачили стрілянину зчинену Рубі, а одна з фотографій постріла отримала Пулітцерівську премію.
Джек Рубі був засуджений до смертної кари, але вирок був оскаржений і скасований після апеляції. Рубі було надано повторний судовий розгляд. Невдовзі йому було діагностовано рак легень, і він помер в 1967 році від легеневої емболії.
У 1964 році Президентська комісія щодо вбивства президента Кеннеді (так звана Комісія Воррена) дійшла висновку, що Рубі діяв самостійно, в якості імпульсивної помсти Освальду за вбивство Кеннеді.
Рубі був пов'язаний з керівниками організованої злочинності, тому прихильники теорії змови вважають, що вбивство Освальда входить в частину змови, пов'язаного з убивством Кеннеді. Це думка заперечується твердженням, що зв'язок Рубі з бандитами був  мінімальним і що він був не з тих, кого могли використовувати при такому високому рівні конспірації.

## Раннє життя
Рубі народився як Джейкоб Леон Рубенштейн (Jacob Leon Rubenstein), близько 25 березня 1911 року, в районі Максвелл-стріт у Чикаго. Батько — Джозеф Рубенштейн, мати — Фанні Турек Рутковскі (або Роковські). Обоє батьків були ортодоксальними юдеями, імігрантами з Польщі. Джейкоб був п'ятою дитиною з десяти дітей, що вижили. Його батьки били одне одного і часто жили окремо. Матір Рубі зрештою потрапила до психіатричної лікарні.
Його складне дитинство та юність відзначилися юнацькою злочинністю та перебуванням у прийомних сім'ях. У віці 11 років був арештований за прогул.
Під час Другої світової війни, у 1943 році був призваний до військової служби. Служив у Повітряних силах армії США, працюючи авіаційним механіком на базах США до 1946 року. Він мав почесний послужний список і був підвищений до рядового першого класу. Після звільнення в 1946 році Рубі повернувся до Чикаго.